# Michael Schickhofer

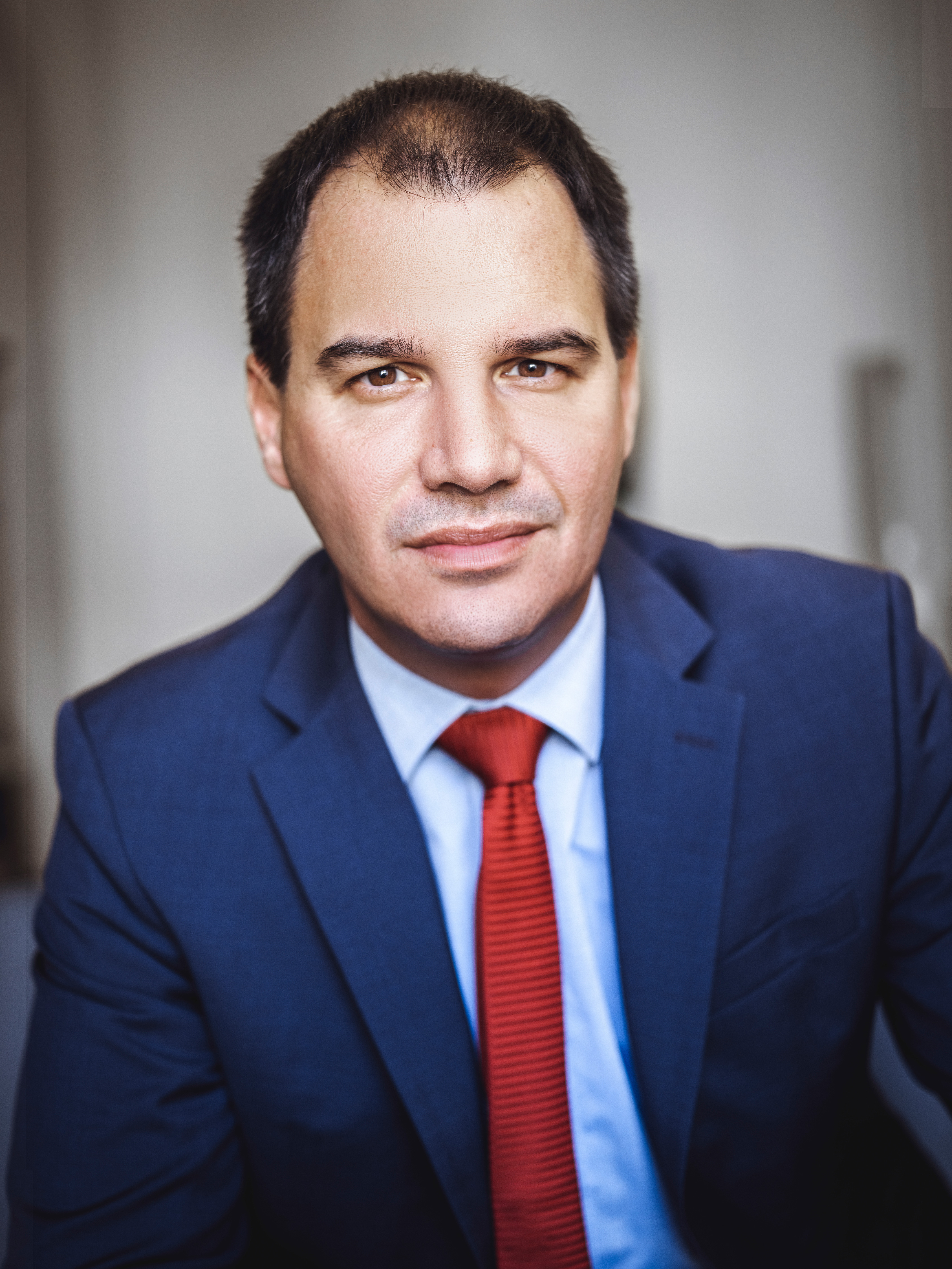
Portrait Michael Schickhofer (2019)

Michael Schickhofer (* 20. Dezember 1979 in Weiz) ist ein österreichischer ehemaliger Politiker (SPÖ) und Unternehmensberater. Er war von 2010 bis 2013 Abgeordneter zum österreichischen Nationalrat. Im Jänner 2013 wurde er Landesrat in der steirischen Landesregierung Voves II. Von Jänner 2016 bis November 2019 war er Landesparteivorsitzender der SPÖ in der Steiermark, weiters war er vom 16. Juni 2015 bis zum 17. Dezember 2019 in der Landesregierung Schützenhöfer I Landeshauptmann-Stellvertreter der Steiermark.

## Ausbildung und Beruf
Schickhofer besuchte zwischen 1986 und 1990 die Volksschule in Weiz und wechselte danach 1990 an das örtliche Bundesgymnasium, das er 1998 mit der Matura abschloss. Er leistete danach zwischen 1998 und 1999 seinen Zivildienst ab und studierte ab 1999 Betriebswirtschaftslehre an der Karl-Franzens-Universität Graz. 2003 erhielt er den akademischen Grad „Bakk.“ und schloss sein Studium als Mag. rer. soc. oec. ab.
Beruflich war Schickhofer 1995 bei Magna Presstec in Weiz und 1996 bei Massiv Die-Form in Brampton (Kanada) tätig, 1997 arbeitete er für das Jugendzentrum Outbreak in Weiz. 1998 war er bei der Magna Holding AG in Oberwaltersdorf beschäftigt (jeweils Ferialpraktika). Schickhofer wurde nach seinem Studium 2005 Referent für Gemeinden- und Regionalentwicklung im Büro von Landeshauptmann Franz Voves. Daneben war er von 2007 bis 2010 Aufsichtsrat der Steirischen Landestiergarten GmbH (Betreiber der Tierwelt Herberstein) und von 2009 bis 2010 der Mariazeller Europeum GmbH.
Im Dezember 2019 wurde bekannt, dass er Innovationscoach der steirischen Wirtschaftsförderungsgesellschaft SFG und Leiter und Koordinator des Regionalen Innovationscoachings (RIC) werden soll.

## Politische Laufbahn
Schickhofer begann seine politische Karriere in der Lokalpolitik, wobei er von 2000 bis 2009 als Gemeinderat in der Stadtgemeinde Weiz wirkte. Innerparteilich ist er zudem seit 2001 als Mitglied des Bezirksparteivorstandes der SPÖ Weiz und seit 2006 als Mitglied des Bezirksparteipräsidiums der SPÖ Weiz aktiv. Weiters war er zwischen 2003 und 2005 Geschäftsführender Bezirksvorsitzender der Jungen Generation in der SPÖ Weiz und von 2003 bis 2009 Referent für Stadtmarketing und Städtekooperationen in Weiz.
Von Oktober 2011 bis Juni 2014 war er SPÖ-Bezirksvorsitzender und von Juni 2014 bis Februar 2016 Regionalvorsitzender der SPÖ Oststeiermark.
Ab 2010 war er als Mitglied des Landesparteivorstandes der SPÖ Steiermark aktiv, und im Jänner 2016 wurde er zum Landesparteivorsitzenden der SPÖ Steiermark gewählt. Zusätzlich war er ab 2014 Mitglied des Bundesparteivorstandes der SPÖ und stellvertretender Bundesparteivorsitzender.

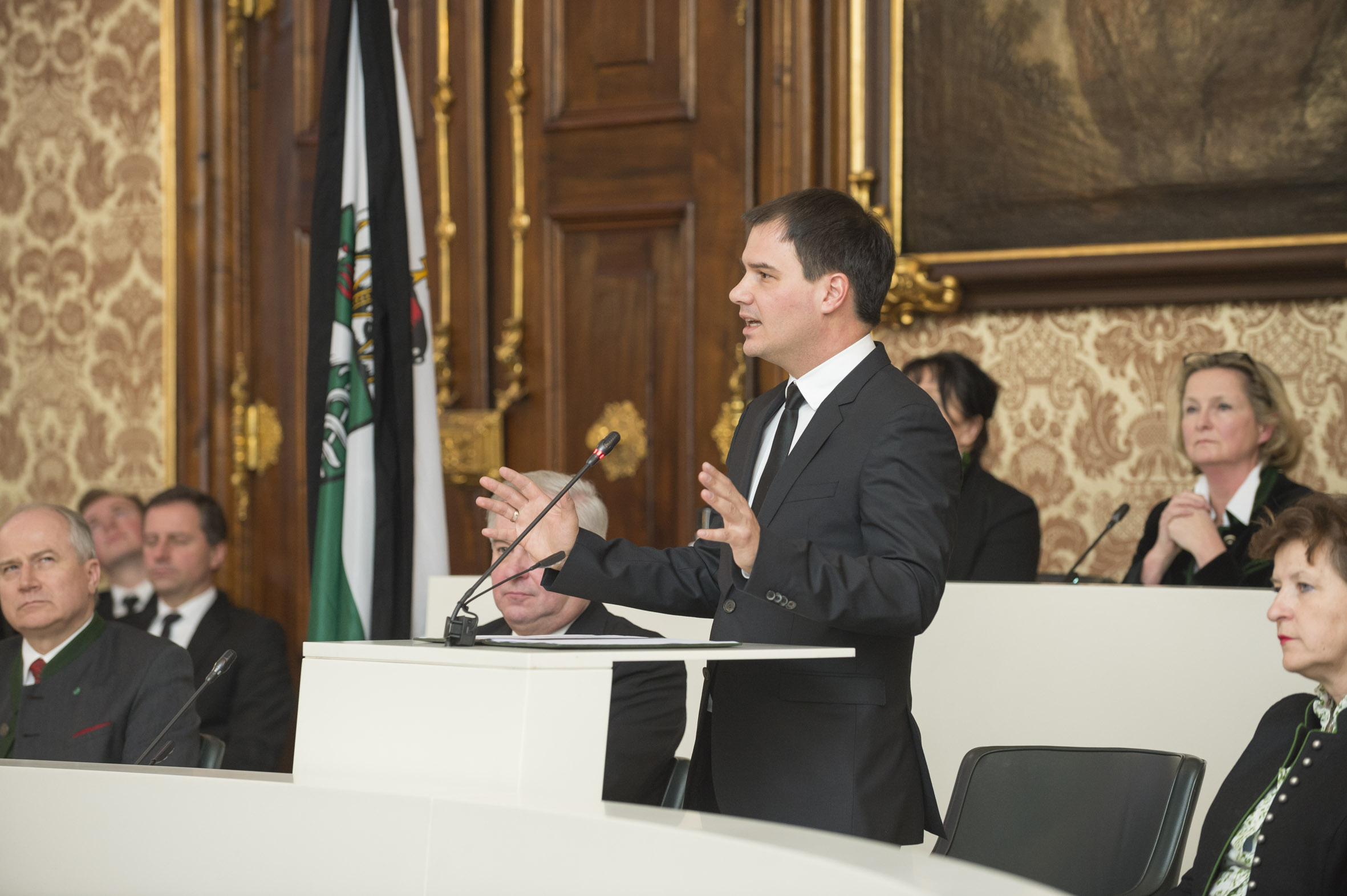
Schickhofer bei einer Rede im steirischen Landtag

Am 22. September 2010 wurde er für den ausgeschiedenen Abgeordneten Christian Faul als Abgeordneter zum Nationalrat angelobt und im Oktober 2010 in den Bautenausschuss und den Landesverteidigungsausschuss gewählt. Ab 3. Februar 2011 war er zudem Mitglied des Ständigen Unterausschusses in Angelegenheiten der Europäischen Union.
Schickhofer ist Obmann-Stellvertreter im Verein zur Förderung der Regionalentwicklung – Regionalmanagement Oststeiermark.
Nach einer Regierungsumbildung am 21. Jänner 2013 übernahm Schickhofer von Elisabeth Grossmann die Agenden Bildung, Jugend und Familie in der steiermärkischen Landesregierung und schied aus dem Nationalrat aus. Seit 16. Juni 2015 ist er Landeshauptmann-Stellvertreter (Finanzen, Beteiligungen, Gemeinden, Regionen, Sicherheit) der Steiermark. Am 4. Juli 2017 gab er bekannt, das Finanz-Ressort an Anton Lang abzugeben.
Im April 2018 forderte Schickhofer aufgrund der erwarteten US-Strafzölle für europäische Produkte zum Boykott von Coca-Cola auf. Er wurde dafür vom Betriebsrat der österreichischen Coca-Cola-Niederlassung, die mit über 1200 Mitarbeitern Österreich und einige Nachbarländer mit dem Getränk versorgt, heftig kritisiert, und ihm wurde die Gefährdung der Arbeitsplätze vorgeworfen.
Nach den Verlusten seiner Partei bei der steirischen Landtagswahl 2019 am 24. November trat Schickhofer einen Tag später als Parteivorsitzender der SPÖ Steiermark zurück; bis zur Angelobung der Landesregierung Schützenhöfer II am 16. Dezember 2019 blieb er als Landeshauptmann-Stellvertreter im Amt.

### Gemeinden, Regionen

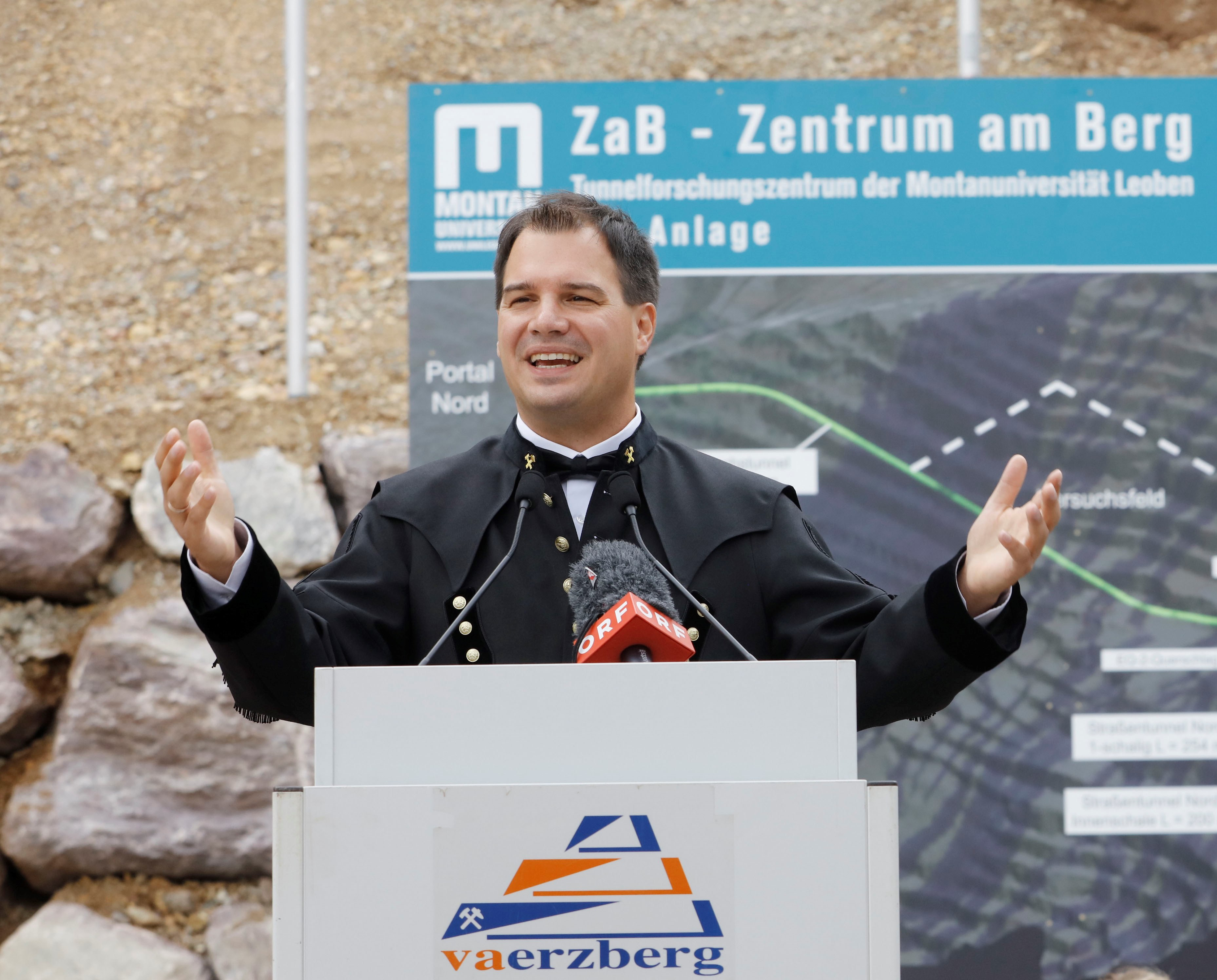
Besuch der Region Eisenerz in der traditionell schwarzen Tracht

Seit seinem Eintritt in die Landesregierung setzte sich Schickhofer für vermehrte Investitionen in die steirischen Regionen ein. Das steirische Regionalentwicklungsgesetz regelt seit 1. Jänner 2018 die Weiterentwicklung der steirischen Regionen als attraktiven Bildungs-, Arbeits- und Lebensraum sowie die Stärkung der Wettbewerbsfähigkeit und die Erhöhung der Wertschöpfung der steirischen Regionen. Durch das Inkrafttreten des Gesetzes werden den dezentralen Regionen der Steiermark deutlich höhere Finanzmittel für Investition in infrastruktur-, sozial- und arbeitsmarktpolitische Maßnahmen zugesprochen.

### Umwelt, Klima und Energie
Im Land sorgte Schickhofer 2017 für eine große Offensive für Investitionen in erneuerbare Energien. Investitionen von 300 Millionen Euro wurden dadurch in den Ausbau von Großprojekten getätigt. Projekte wie der Windpark Handalm, das Wasserkraftwerk in Graz oder die E-Mobilitäts-Offensiven im Almenland und im Murtal sollen einen Beitrag für eine sichere und CO2-freie Energieversorgung der Steiermark gewährleisten.

## Auszeichnungen
Beim Neujahrsempfang am 13. Jänner 2017 in der Aula der Alten Universität in Graz erhielt er das Ehrenzeichen Groß Silber des Landesfeuerwehrverbandes Steiermark.